# علي بن الحسين بن الجنيد
علي بن الحسين بن الجنيد أبو الحسن النخعي الرازي، حافظ ومن رواة الحديث، روى له مسلم بن الحجاج في صحيحه، يُعرَف في بلده بالمالكي، لكونه جمع حديث مالك بن أنس، وكان من أئمة هذا الشأن. توفي عام 291 هـ.

## روايته للحديث
- روى عن: أبا جعفر النفيلي، والمعافى بن سليمان، وصفوان بن صالح، وهشام بن عمار، وأبا مصعب الزهري، ومحمد بن عبد الله بن نمير، والقاسم بن عثمان الجوعي، والوليد بن عتبة، وأحمد بن صالح المصري.[2] وعبيد بن هشام.[3]
- روى عنه: ابن أبي حاتم، وأبو حامد بن الشرقي، وأبو بكر بن إسحاق الصبغي، وأحمد بن الحسن بن ماجه، ودعلج السجزي ، وأبو أحمد العسال، وأبو جعفر العقيلي، وإسماعيل بن نجيد وآخرون.[2]
- مرتبته عند أهل الحديث: وثقه ابن أبي حاتم وسماه حافظ حديث الزهري ومالك، وقال الخليلي: «هو حافظ علم مالك، صاحب ديانة».[2] وقال الذهبي: «كان بصيرا بالرجال والعلل وكان يحفظ أيضا أحاديث الزهري، وكان من أئمة هذا الشأن.»[4]

## وصلات خارجية
- علي بن الحسين بن الجنيد وأقواله في الجرح والتعديل - دراسة مقارنة.
- رسالة ماجستير في الدراسات الإسلامية بالآداب عن علي بن الحسن بن الجنيد: أقواله ومنهجه.